# 柿木村
柿木村（かきのきむら）は、かつて島根県の最南端にあった村。鹿足郡に属した。山口県に接し、人口1,800余人の山村であった。
有機農業が盛んで日本の棚田100選に選ばれた「大井谷の棚田」、高盛り飯を食べる伝統行事「萬歳楽」などが有名である。
1889年（明治22年）のいわゆる明治の大合併で発足して以降、村の行政区域は変わらなかったが、2005年10月1日に隣の六日市町（むいかいちちょう）と合併して吉賀町（よしかちょう）となった。合併当初は「柿木村」を冠していたが、地域自治区終了のため2021年4月1日より「柿木村」の冠が消えた（エリア名としては使用されている）。なお、吉賀は柿木村・六日市町地域を指す古くからの地名である。

## 地理
- 河川：高津川

## 歴史
- 1889年（明治22年）4月1日 - 町村制の施行により、木部谷村・大野原村・柿木村・福川村・白谷村・椛谷村・下須村の区域をもって発足。
- 1997年（平成9年） - 村役場庁舎を大字柿木500番地1へ新築移転[1]。
- 2005年（平成17年）10月1日 - 六日市町と合併して吉賀町が発足。同日柿木村廃止。
- 2021年（令和3年）3月31日 - 地域自治区が廃止となる。
- 2021年（令和3年）4月1日 - 吉賀町発足以来、旧柿木村域に表示されていた柿木村の表記が外され、同村域の住所が島根県鹿足郡吉賀町柿木村○○から島根県鹿足郡吉賀町○○に変更される。

## 行政
- 村長：三浦秀史（1993年4月25日 - 2005年9月30日）
- かつて村長が議会で不信任決議を受け、議会を解散したことがある。新議会でも再び村長は不信任決議を受け、失職した。

## 交通

### 鉄道路線
村内を走る鉄道路線はない。最寄り駅は西日本旅客鉄道（JR西日本）山口線日原駅となる。国鉄時代は村内に岩日北線の柿木駅が設置される予定だったが、建設工事の凍結に伴い未成線となった。

### バス路線
日原駅からバス（六日市交通）を利用する。
また、広島・益田間の高速バス（石見交通）が村内に停車する。

### 道路
- 国道187号
  - 道の駅かきのきむら - 村役場に隣接